# Conseil municipal de Montréal
Mandat 2021-2025
Hôtel de ville
Le conseil municipal de Montréal est la principale instance décisionnelle de la ville de Montréal, au Québec. Le conseil de la ville de Montréal voit à assurer la cohérence des activités municipales telles que les finances, le plan stratégique et les grandes orientations en matière d'aménagement, de culture, de loisirs et de développement économique et communautaire. 
Il se réunit une fois par mois dans la salle du conseil de l'hôtel de ville. Les séances sont ouvertes au public.

## Historique

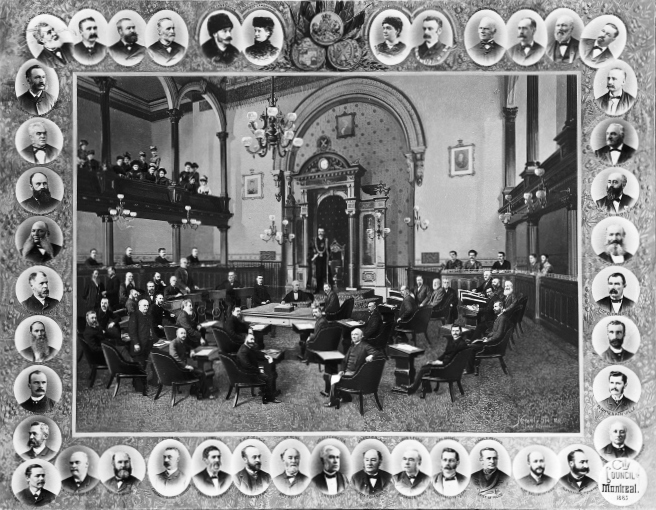
Le Conseil réuni en 1885 (debout au fond : le maire Honoré Beaugrand).

Le 31 mars 1831, Montréal obtient sa première loi d’incorporation municipale. Dès lors, elle est reconnue comme entité politique. L’année suivante, le 12 avril 1832, le roi Guillaume IVsanctionne la loi. Le 3 juin 1833, date officielle de l’entrée en vigueur de la charte, Montréal ouvre le premier scrutin de son histoire. Le premier Conseil municipal de Montréal est donc formé en 1833 sous la direction du maire Jacques Viger. En l'absence d'un hôtel de ville, les conseillers se réunissent à différents endroits de la ville. Ils se réunissent d'abord dans l'ancien palais de justice, puis au marché Bonsecours. De 1844 et 1852, c'est la maison de l'aqueduc Hayes qui est utilisée. L'hôtel de ville de Montréal est finalement inauguré en mars 1878 par le maire Jean-Louis Beaudry. Un incendie le détruit en 1922. Les conseillers se réunissent dans l'hôtel de ville actuel depuis 1926.

## Composition
| Parti | Parti             | Chef           | Sièges |
| ----- | ----------------- | -------------- | ------ |
|       | Projet Montréal   | Valérie Plante | 36     |
|       | Ensemble Montréal | Aref Salem     | 22     |
|       | Équipe LaSalle    | Nancy Blanchet | 3      |
|       | Équipe Anjou      | Luis Miranda   | 2      |
|       | Indépendant       | Indépendant    | 2      |
| Total | Total             | Total          | 65/65  |

### Membres

#### Maire

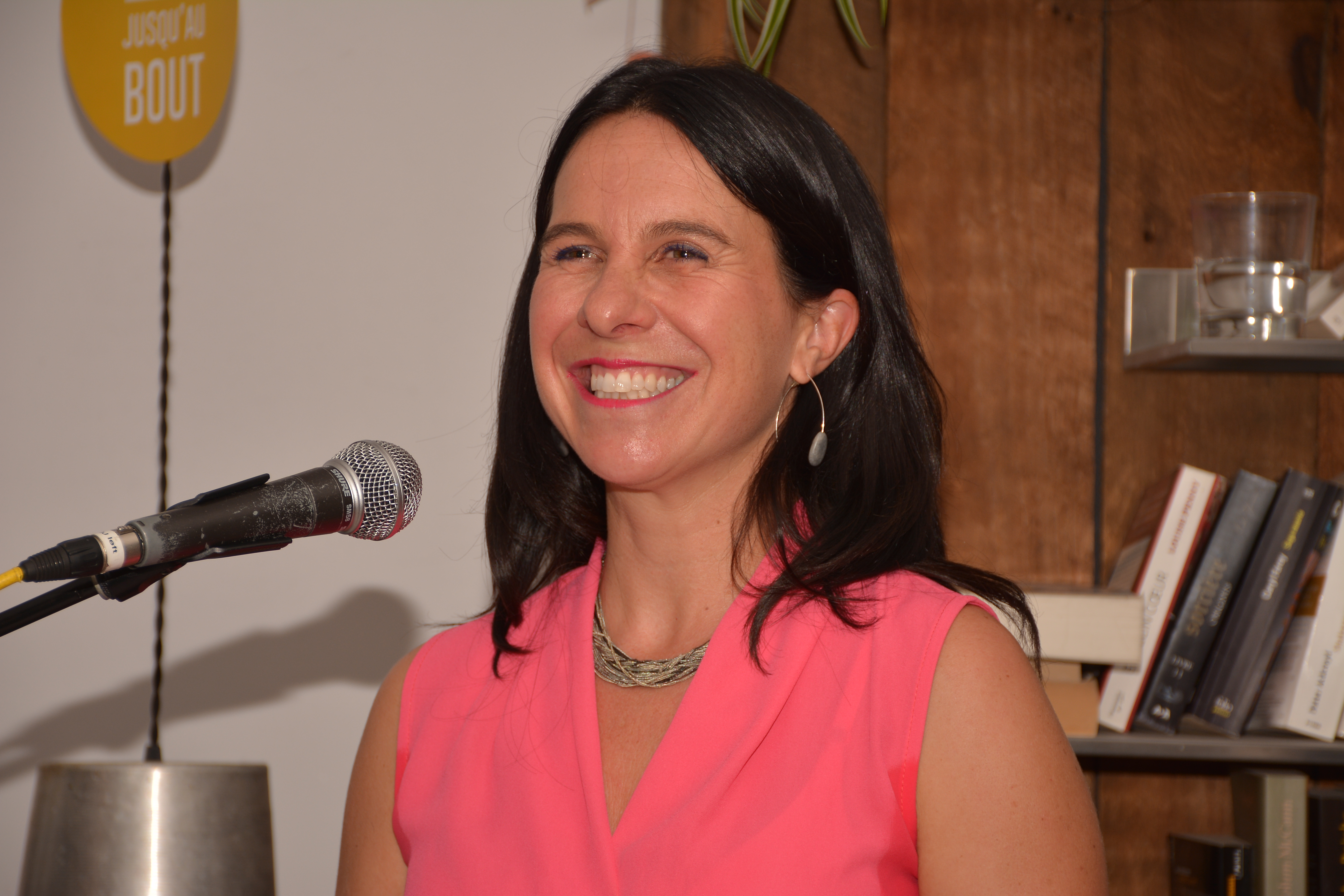
Valérie Plante, mairesse de Montréal et de l'arrondissement Ville-Marie

| Nom            | Titre                                        | Parti | Parti           |
| -------------- | -------------------------------------------- | ----- | --------------- |
| Valérie Plante | Mairesse de Montréal Mairesse de Ville-Marie |       | Projet Montréal |

#### Maires d'arrondissements
| Nom                      | Titre                                                                                   | Parti | Parti             |
| ------------------------ | --------------------------------------------------------------------------------------- | ----- | ----------------- |
| Dimitrios Jim Beis       | Maire de Pierrefonds-Roxboro                                                            |       | Ensemble Montréal |
| Michel Bissonnet         | Maire de Saint-Léonard                                                                  |       | Ensemble Montréal |
| Christine Black          | Mairesse de Montréal-Nord                                                               |       | Ensemble Montréal |
| Nancy Blanchet           | Mairesse de LaSalle                                                                     |       | Équipe LaSalle    |
| Caroline Bourgeois       | Vice-présidente du comité exécutif Mairesse de Rivière-des-Prairies–Pointe-aux-Trembles |       | Projet Montréal   |
| Stéphane Côté            | Maire de L'Île-Bizard–Sainte-Geneviève                                                  |       | Ensemble Montréal |
| Laurent Desbois          | Maire d'Outremont                                                                       |       | Ensemble Montréal |
| Alan DeSousa             | Maire de Saint-Laurent                                                                  |       | Ensemble Montréal |
| Benoit Dorais            | Vice-président du comité exécutif Maire du Sud-Ouest                                    |       | Projet Montréal   |
| Gracia Kasoki Katahwa    | Leader adjointe de la majorité Mairesse de Côte-des-Neiges–Notre-Dame-de-Grâce          |       | Projet Montréal   |
| Laurence Lavigne Lalonde | Mairesse de Villeray–Saint-Michel–Parc-Extension                                        |       | Projet Montréal   |
| Pierre Lessard-Blais     | Maire de Mercier–Hochelaga-Maisonneuve                                                  |       | Projet Montréal   |
| François Limoges         | Maire de Rosemont–La Petite-Patrie                                                      |       | Projet Montréal   |
| Marie-Andrée Mauger      | Membre du comité exécutif Mairesse de Verdun                                            |       | Projet Montréal   |
| Luis Miranda             | Maire d'Anjou                                                                           |       | Équipe Anjou      |
| Luc Rabouin              | Membre du comité exécutif Maire du Plateau-Mont-Royal                                   |       | Projet Montréal   |
| Émilie Thuillier         | Membre du comité exécutif Mairesse d'Ahuntsic-Cartierville                              |       | Projet Montréal   |
| Maja Vodanovic           | Membre du comité exécutif Mairesse de Lachine                                           |       | Projet Montréal   |

#### Conseillers de ville
| Nom                      | Titre / District                                                   | Arrondissement                           | Parti | Parti |
| ------------------------ | ------------------------------------------------------------------ | ---------------------------------------- | ----- | ----- |
| Ericka Alneus            | Membre du comité exécutif Étienne-Desmarteau                       | Rosemont–La Petite-Patrie                |       | PM    |
| Robert Beaudry           | Membre du comité exécutif Saint-Jacques                            | Ville-Marie                              |       | PM    |
| Josefina Blanco          | Membre du comité exécutif Saint-Édouard                            | Rosemont–La Petite-Patrie                |       | PM    |
| Éric Alan Caldwell       | Membre du comité exécutif Hochelaga                                | Mercier–Hochelaga-Maisonneuve            |       | PM    |
| Lisa Christensen         | La Pointe-aux-Prairies                                             | Rivière-des-Prairies–Pointe-aux-Trembles |       | PM    |
| Catherine Clément-Talbot | Cap-Saint-Jacques                                                  | Pierrefonds-Roxboro                      |       | EM    |
| Josué Corvil             | Saint-Michel                                                       | Villeray–Saint-Michel–Parc-Extension     |       | EM    |
| Mary Deros               | Parc-Extension                                                     | Villeray–Saint-Michel–Parc-Extension     |       | EM    |
| Richard Deschamps        | Sault-Saint-Louis                                                  | LaSalle                                  |       | EL    |
| Sterling Downey          | Desmarchais-Crawford                                               | Verdun                                   |       | PM    |
| Angela Gentile           | Saint-Léonard-Est                                                  | Saint-Léonard                            |       | EM    |
| Effie Giannou            | Vice-présidente du conseil de ville Bordeaux-Cartierville          | Ahuntsic-Cartierville                    |       | EM    |
| Marianne Giguère         | De Lorimier                                                        | Le Plateau-Mont-Royal                    |       | PM    |
| Nathalie Goulet          | Ahuntsic                                                           | Ahuntsic-Cartierville                    |       | PM    |
| Vicki Grondin            | Lachine                                                            | Lachine                                  |       | PM    |
| Alia Hassan-Cournol      | Maisonneuve–Longue-Pointe                                          | Mercier–Hochelaga-Maisonneuve            |       | PM    |
| Andrée Hénault           | Anjou                                                              | Anjou                                    |       | EA    |
| Julien Hénault-Ratelle   | Tétreaultville                                                     | Mercier–Hochelaga-Maisonneuve            |       | EM    |
| Virginie Journeau        | Pointe-aux-Trembles                                                | Rivière-des-Prairies–Pointe-aux-Trembles |       | PM    |
| Benoit Langevin          | Bois-de-Liesse                                                     | Pierrefonds-Roxboro                      |       | EM    |
| Sophie Mauzerolle        | Membre du comité exécutif Sainte-Marie                             | Ville-Marie                              |       | PM    |
| Peter McQueen            | Notre-Dame-de-Grâce                                                | Côte-des-Neiges–Notre-Dame-de-Grâce      |       | PM    |
| Sonny Moroz              | Snowdon                                                            | Côte-des-Neiges–Notre-Dame-de-Grâce      |       | EM    |
| Martine Musau Muele      | Présidente du conseil de ville Villeray                            | Villeray–Saint-Michel–Parc-Extension     |       | PM    |
| Vana Nazarian            | Côte-de-Liesse                                                     | Saint-Laurent                            |       | EM    |
| Jérôme Normand           | Sault-au-Récollet                                                  | Ahuntsic-Cartierville                    |       | PM    |
| Alex Norris              | Leader de la majorité Jeanne-Mance                                 | Le Plateau-Mont-Royal                    |       | PM    |
| Dominique Ollivier       | Présidente du comité exécutif Vieux-Rosemont                       | Rosemont–La Petite-Patrie                |       | PM    |
| Sylvain Ouellet          | François-Perrault                                                  | Villeray–Saint-Michel–Parc-Extension     |       | PM    |
| Laura Palestini          | Cecil-P.-Newman                                                    | LaSalle                                  |       | EL    |
| Jocelyn Pauzé            | Marie-Victorin                                                     | Rosemont–La Petite-Patrie                |       | PM    |
| Dominic Perri            | Saint-Léonard-Ouest                                                | Saint-Léonard                            |       | EM    |
| Marie Plourde            | Mile-End                                                           | Le Plateau-Mont-Royal                    |       | PM    |
| Magda Popeanu            | Membre du comité exécutif Côte-des-Neiges                          | Côte-des-Neiges–Notre-Dame-de-Grâce      |       | PM    |
| Giovanni Rapanà          | Rivière-des-Prairies                                               | Rivière-des-Prairies–Pointe-aux-Trembles |       | EM    |
| Chantal Rossi            | Leader de l'opposition officielle Ovide-Clermont                   | Montréal-Nord                            |       | EM    |
| Julie Roy                | Saint-Sulpice                                                      | Ahuntsic-Cartierville                    |       | PM    |
| Aref Salem               | Chef de l'opposition officielle Norman-McLaren                     | Saint-Laurent                            |       | EM    |
| Abdelhaq Sari            | Marie-Clarac                                                       | Montréal-Nord                            |       | EM    |
| Serge Sasseville         | Peter-McGill                                                       | Ville-Marie                              |       | Ind.  |
| Craig Sauvé              | Saint-Henri-Est–Petite-Bourgogne– Pointe-Saint-Charles–Griffintown | Le Sud-Ouest                             |       | Ind.  |
| Despina Sourias          | Loyola                                                             | Côte-des-Neiges–Notre-Dame-de-Grâce      |       | PM    |
| Véronique Tremblay       | Champlain–L'Île-des-Sœurs                                          | Verdun                                   |       | PM    |
| Alain Vaillancourt       | Membre du comité exécutif Saint-Paul–Émard–Saint-Henri-Ouest       | Le Sud-Ouest                             |       | PM    |
| Stephanie Valenzuela     | Darlington                                                         | Côte-des-Neiges–Notre-Dame-de-Grâce      |       | EM    |
| Alba Zuniga Ramos        | Leader adjointe de l'opposition officielle Louis-Riel              | Mercier–Hochelaga-Maisonneuve            |       | EM    |

## Conseils d'arrondissements
Chaque arrondissement de Montréal possède son propre conseil. Ce dernier assume des pouvoirs de portée locale comme les loisirs, les matières résiduelles et l'urbanisme. Il regroupe le maire de l'arrondissement et des conseillers dits « de ville » et « d'arrondissement ». Contrairement aux conseillers de ville, les conseillers d'arrondissement ne peuvent pas siéger au Conseil municipal de Montréal.

### Conseillers d'arrondissements
| Nom                       | District                                                           | Arrondissement                           | Parti | Parti |
| ------------------------- | ------------------------------------------------------------------ | ---------------------------------------- | ----- | ----- |
| Suzanne De Larochellière  | Saint-Léonard-Ouest                                                | Saint-Léonard                            |       | EM    |
| Philippe Thermidor        | Ovide-Clermont                                                     | Montréal-Nord                            |       | EM    |
| Annie Gagnier             | Norman-McLaren                                                     | Saint-Laurent                            |       | EM    |
| Benoit Auger              | Sault-Saint-Louis                                                  | LaSalle                                  |       | EL    |
| Laurence Parent           | De Lorimier                                                        | Le Plateau-Mont-Royal                    |       | PM    |
| Younes Boukala            | J.-Émery-Provost                                                   | Lachine                                  |       | PM    |
| Daphney Colin             | La Pointe-aux-Prairies                                             | Rivière-des-Prairies–Pointe-aux-Trembles |       | PM    |
| Jacques Cohen             | Côte-de-Liesse                                                     | Saint-Laurent                            |       | EM    |
| Marie Potvin              | Robert-Bourassa                                                    | Outremont                                |       | EM    |
| Michel Noël               | Cecil-P.-Newman                                                    | LaSalle                                  |       | EL    |
| Marie-Claude Baril        | Pointe-aux-Trembles                                                | Rivière-des-Prairies–Pointe-aux-Trembles |       | PM    |
| Michèle Flannery          | Fort-Rolland                                                       | Lachine                                  |       | PM    |
| Benoit Gratton            | Desmarchais-Crawford                                               | Verdun                                   |       | PM    |
| Chahi (Sharkie) Tarakjian | Cap-Saint-Jacques                                                  | Pierrefonds-Roxboro                      |       | EM    |
| Alain Wilson              | Denis-Benjamin-Viger                                               | L'Île-Bizard–Sainte-Geneviève            |       | EM    |
| Richard Leblanc           | Est                                                                | Anjou                                    |       | EA    |
| Louise Leroux             | Bois-de-Liesse                                                     | Pierrefonds-Roxboro                      |       | EM    |
| Céline-Audrey Beauregard  | Champlain–L'Île-des-Sœurs                                          | Verdun                                   |       | PM    |
| Caroline Braun            | Jeanne-Sauvé                                                       | Outremont                                |       | EM    |
| Suzanne Marceau           | Sainte-Geneviève                                                   | L'Île-Bizard–Sainte-Geneviève            |       | EM    |
| Kristine Marsolais        | Centre                                                             | Anjou                                    |       | EA    |
| Kaïla A. Munro            | Desmarchais-Crawford                                               | Verdun                                   |       | PM    |
| Daniela Romano            | Sault-Saint-Louis                                                  | LaSalle                                  |       | EL    |
| Valérie Patreau           | Joseph-Beaubien                                                    | Outremont                                |       | PM    |
| Nathalie Pierre-Antoine   | Rivière-des-Prairies                                               | Rivière-des-Prairies–Pointe-aux-Trembles |       | EM    |
| Marie Sterlin             | Mile-End                                                           | Le Plateau-Mont-Royal                    |       | PM    |
| Jean Marc Poirier         | Marie-Clarac                                                       | Montréal-Nord                            |       | EM    |
| Mindy Pollak              | Claude-Ryan                                                        | Outremont                                |       | PM    |
| Micheline Rouleau         | Canal                                                              | Lachine                                  |       | PM    |
| Richard Bélanger          | Jacques-Bizard                                                     | L'Île-Bizard–Sainte-Geneviève            |       | EM    |
| Danielle Myrand           | Pierre-Foretier                                                    | L'Île-Bizard–Sainte-Geneviève            |       | EM    |
| Marie-Josée Dubé          | Ouest                                                              | Anjou                                    |       | EA    |
| Tan Shan Li               | Saint-Henri-Est–Petite-Bourgogne– Pointe-Saint-Charles–Griffintown | Le Sud-Ouest                             |       | PM    |
| Arij El Korbi             | Saint-Léonard-Est                                                  | Saint-Léonard                            |       | EM    |
| Enrique Machado           | Champlain–L'Île-des-Sœurs                                          | Verdun                                   |       | PM    |
| Josée Troilo              | Cecil-P.-Newman                                                    | LaSalle                                  |       | EL    |
| Anne-Marie Sigouin        | Saint-Paul–Émard–Saint-Henri-Ouest                                 | Le Sud-Ouest                             |       | PM    |
| Maeva Vilain              | Jeanne-Mance                                                       | Le Plateau-Mont-Royal                    |       | PM    |

## Jeune Conseil de Montréal
Le Jeune Conseil de Montréal (JCM) est une simulation parlementaire non partisane, où des dizaines de participants âgés de 16 à 30 ans reproduisent, chaque année au mois de janvier, le fonctionnement du conseil municipal de Montréal. L'évènement est produit par l'Association montréalaise des jeunes conseillers (AMJC inc.), une association à but non lucratif, avec l'appui de la ville de Montréal et de la présidence du conseil municipal. Chaque édition de la simulation, trois conseillers sont appelés à présenter et défendre un projet de règlement de leur conception. En plus de se pencher sur ces projets, les participants se prononcent sur un projet de budget ou des motions de conseiller et peuvent présenter des pétitions.